# Jenakijewe Eisen- und Stahlwerke

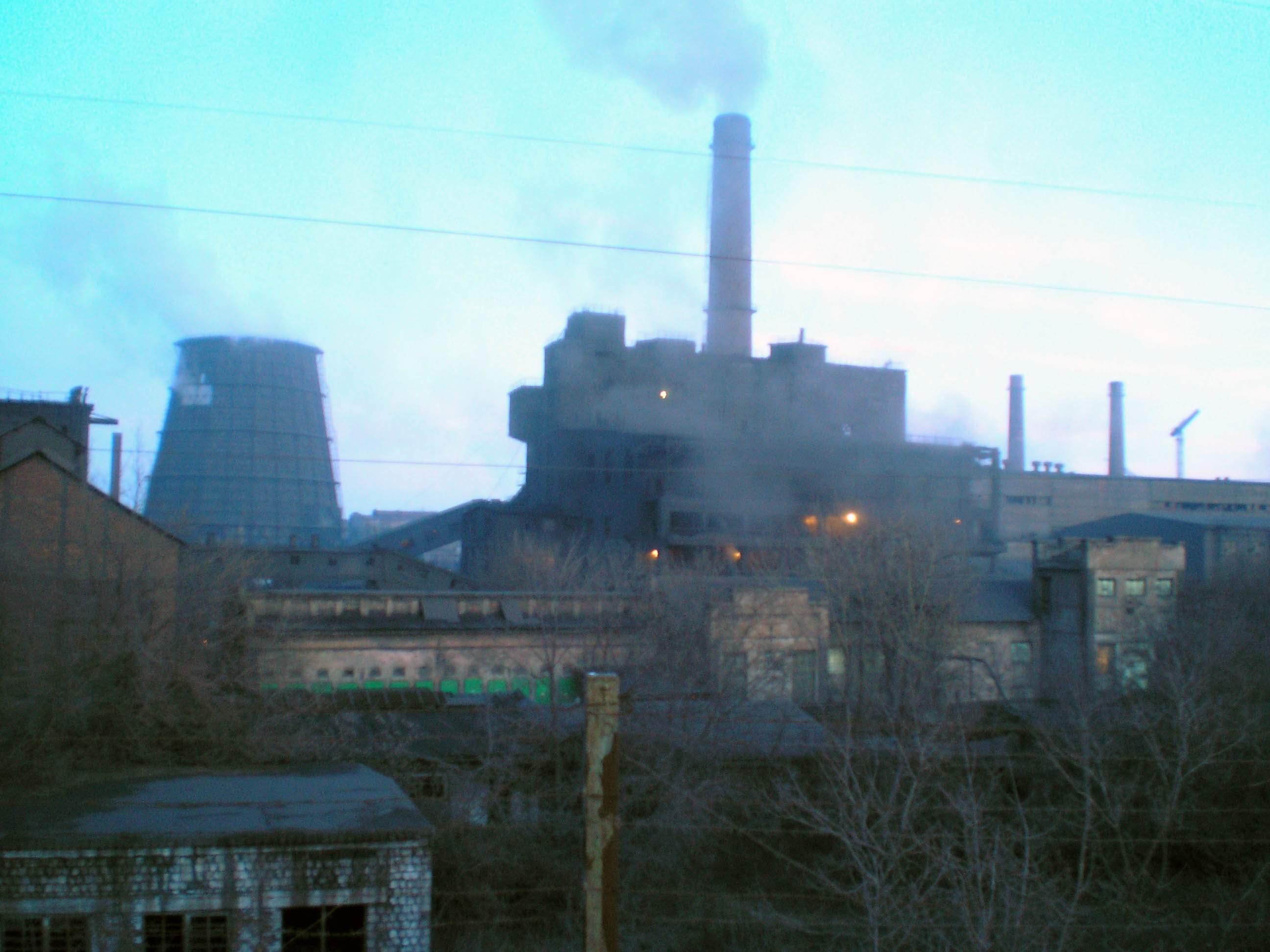
Blick auf das Werk

Jenakijewe Eisen- und Stahlwerke Aktiengesellschaft (ukrainisch Єнакієвський металургійний завод; Börsentickersymbol: EMZ, früher auch als Petrowski Kombinat bekannt) war ein ukrainisches integriertes Stahlunternehmen. Das Unternehmen war mit mehr als 9000 Mitarbeitern der wichtigste Arbeitgeber der Stadt Jenakijewe in der Oblast Donezk. Das Werk befindet sich rund 60 km von der Stadt Donezk entfernt. Eine Handelsblockade ukrainischer Aktivisten während des Ukraine-Krieges hat die Produktion im Februar 2017 nahezu gestoppt. Am 1. März 2017 verstaatlichte die separatistische Volksrepublik Donezk das Unternehmen. Das Handelsgericht der Oblast Donezk erklärte das Unternehmen im Juli 2019 für insolvent.

## Geschichte
Im November 1897 wurde der erste Hochofen angeblasen und erstes Gusseisen produziert. Dieses Datum gilt als das Datum, an dem Petrovskiy (Yenakiievskiy) Stahlwerke gegründet wurden. Ein weiterer Hochofen, Bessemerbirnen und Schienenwalzwerke wurden im Dezember 1897 in Betrieb genommen. Ein Jahr nach der Gründung des Stahlwerks wurde der Ort seines Standorts in Yenakiyeve umbenannt, nach dem Ingenieur Fjodor Jenakijew. Bis 1914 waren 6 Hochöfen und 7 Freiöfen, 2 Konverter, 8 Walzwerke im Einsatz. Die erste sowjetische Gießmaschine wurde 1931 eingeführt und die erste Sinteranlage wurde 1938 in Betrieb genommen. Im Rahmen des Iwan-Programms war das Unternehmen 1943 in den deutschen Dnjepr-Stahl Konzern integriert (unter dem Namen Preussenhütte). 1968 erhielten die Stahlwerke den Orden des Roten Banners der Arbeit.

## Links
- EMZ official website